# Atabulus faustus
Atabulus faustus är en stekelart som beskrevs av Rossem 1988. Atabulus faustus ingår i släktet Atabulus och familjen brokparasitsteklar. Inga underarter finns listade.